# Puntius arulius
Puntius arulius е вид лъчеперка от семейство Шаранови (Cyprinidae). Видът е застрашен от изчезване.

## Разпространение
Видът е разпространен в река Кавери, Югоизточна Индия.